# قائمة أكبر شركات البرمجيات
تعد قائمة فوربس جلوبال لأكبر شركات البرمجيات إحدى أهم القوائم التي تقدم نظرة عامة على شركات البرمجيات الكبيرة. غالباً ما يتم يطلق على تلك الشركات "بائعي البرامج المستقلين" ("ISVs")، في العالم. بسبب اختلاف المنهجية التي تستخدمها مجلة فوربس تظهر اختلافات جوهرية في طريقة الترتيب عن باقي القوائم.

## العناوين
| المبيعات  | الإيرادات السنوية للشركة (بالمليار دولار) في نهاية السنة المالية السابقة. |
| س.م       | السنة المالية الحالية                                                     |
| سقف السوق | رأس مال السوق إعتبارا من فبراير 2017 (بالمليار دولار)                     |
| المقر     | مقر الشركة                                                                |
| المصدر    | المصادر                                                                   |

## القائمة
فوربس جلوبال 2000 هو تصنيف سنوي لأفضل 2000 شركة عامة في العالم من قبل مجلة فوربس، يعتمد هذا التصنيف على أربعة معايير أساسية تتمثل في المبيعات، العائد، الأصول والقيمة السوقية. تذكر القائمة شركات البرمجيات التي تركز على البرمجيات بشكل عام فقط (أو تقريباً) مستثنيه بذلك الشركات المصنعة، شركات الإلكترونيات الاستهلاكية، شركات استشارة تقنية المعلومات وشركات خدمات الكمبيوتر حتى وإن كانت لديها أقسام كبيرة من البرمجيات. فعلى سبيل المثال، لم تحتل شركة آي بي إم على المركز الثالث في القائمة إلا عندما أصبحت وحدة أعمال البرمجيات التابعة لها شركة منفصلة.
يوضح الجدول التالي أكبر 10 شركات برمجيات في العالم لعام 2017:
| الترتيب | الشركة           | الشركة     | المبيعات (بالمليار دولار) | س.م  | سقف السوق (بالمليار دولار) | المقر                                    |
| ------- | ---------------- | ---------- | ------------------------- | ---- | -------------------------- | ---------------------------------------- |
| 1       | الولايات المتحدة | مايكروسوفت | 85.3                      | 2018 | 507.5                      | ريدموند، واشنطن، الولايات المتحدة        |
| 2       | الولايات المتحدة | ألفابت     | 89.9                      | 2018 | 579.5                      | ماونتن فيو، كاليفورنيا، الولايات المتحدة |
| 3       | الولايات المتحدة | آي بي إم   | 79.9                      | 2018 | 162.4                      | أرمونك، نيويورك، الولايات المتحدة        |
| 4       | الولايات المتحدة | أوراكل     | 37.4                      | 2018 | 182.2                      | ريدوود، كاليفورنيا، الولايات المتحدة     |
| 5       | الولايات المتحدة | فيسبوك     | 27.6                      | 2018 | 407.3                      | مينلو بارك، كاليفورنيا، الولايات المتحدة |
| 6       | الصين            | تينسنت     | 22.8                      | 2018 | 277.1                      | شنجن، غوانغدونغ، الصين                   |
| 7       | ألمانيا          | ساب إس إي  | 24.4                      | 2018 | 119.7                      | فالدورف، ألمانيا                         |
| 8       | الولايات المتحدة | أكسنتشر    | 35.7                      | 2018 | 77.8                       | دبلن، إيرلندا                            |
| 9       | الهند            | تي سي إس   | 19.08                     | 2018 | 102.6                      | ممباي، الهند                             |
| 10      | الصين            | بايدو      | 10.6                      | 2018 | 59.9                       | بكين، الصين                              |

## وصلات خارجية
- قائمة عام 2018 لأكبر شركات البرمجيات.